# Lena (Carolina del Sur)
Lena es un área no incorporada ubicada del condado de Hampton en el estado estadounidense de Carolina del Sur. La comunidad se encuentra justo al este de Estill, y su código postal es 29918, 29939.